# Chester Cheetah: Wild Wild Quest
Chester Cheetah: Wild Wild Quest är ett plattformsspel från 1993, baserat på Chester Cheetah, och uppföljaren till Chester Cheetah: Too Cool to Fool.
Spelet utspelar sig i USA., och varje nivå avslutas med en bossfight.

### Fotnoter
1. ↑  ”Chester Cheetah: Wild Wild QuestDiscuss” (på engelska). Mobygames. http://www.mobygames.com/game/chester-cheetah-wild-wild-quest. Läst 6 maj 2014.